# Abhijnanashakuntala

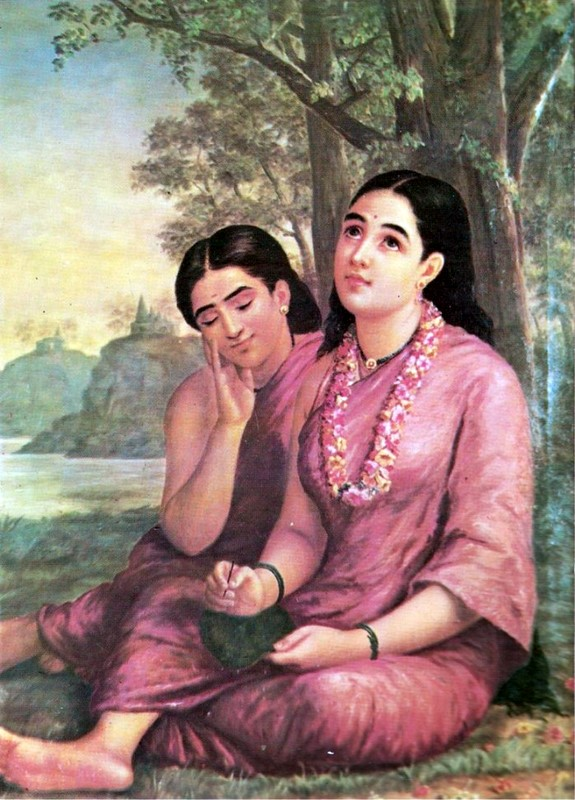
Shakuntala schreibt an Dushyanta. Bild von Raja Ravi Varma (1848–1906)

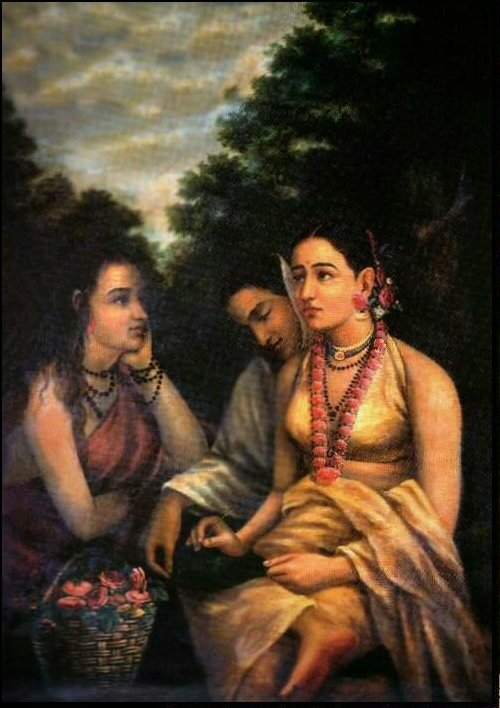
Shakuntala mutlos. Bild von Raja Ravi Varma

Abhijnanashakuntala (Sanskrit: अभिज्ञानशाकुन्तल Abhijñānaśākuntala „Die Wiedererkennung der Shakuntala“), oft auch kurz Shakuntala, ist ein Schauspiel in sieben Akten des indischen Dichters Kalidasa. Dieser entdeckte in einem Buch des Mahabharata die uralte Geschichte der schönen Shakuntala, der Mutter des Königs Bharata und schrieb, inspiriert von der epischen Darstellung aus der Mythologie der Hindus, das Versdrama. Das Stück ist in einer Mischung aus Sanskrit und Prakrit geschrieben und gilt als das Nationaldrama des indischen Theaters.

## Geschichte
Das Epos des Mahabharata erzählt die Geschichte des Königs Dushyanta, der sich in Shakuntala, ein Mädchen aus einer asketischen Einsiedelei, verliebt. Der junge König gerät auf der Jagd bei der Verfolgung einer Gazelle zu einer Einsiedelei mitten im Walde, wo fromme Asketen den Göttern dienen.
Ihr Ältester ist Kanva, dessen vermeintliche Tochter Shakuntala der König unbemerkt beobachten kann. Ihre Schönheit reizt ihn. Er stellt sich ihr und ihren Freundinnen als Gelehrter am königlichen Hofe vor und erfährt, dass Shakuntala nur Kanvas Pflegetochter ist. Ihr wirklicher Vater ist ein Heiliger, ihre Mutter sogar ein Göttermädchen, eine Elfe. Auch das Mädchen fühlt sich zu dem Fremden hingezogen, doch keiner von beiden wagt, dem anderen seine Liebe zu zeigen oder gar zu gestehen. Der König bricht die Jagd ab, um die Ruhe der frommen Einsiedelei nicht zu stören. Da bitten ihn die Einsiedler, für einige Tage den Schutz der Einsiedelei gegen böse Dämonen zu übernehmen. Glücklich willigt der König ein, kann er sich doch so unauffällig der Geliebten wieder nahen.
Shakuntala fiebert, denn auch in ihr ist die Glut der Liebe erwacht. Der König entdeckt sich ihr und macht sie zu seiner Frau. Dann aber rufen ihn seine Pflichten zurück an den Hof. Beim Abschied schenkt er der Gattin einen Ring und verspricht ihr, sie bald nachkommen zu lassen. Shakuntala ist so erfüllt vom Denken an den Geliebten, dass sie versehentlich versäumt, einem der Priester die gebührende Ehre zu erweisen. Da spricht dieser ohne ihr Wissen einen Fluch gegen sie aus, der ihr zur schrecklichen Wirklichkeit wird: Der geliebte Mann wird sie vergessen, sobald sie ihren Ehering verliert.
Kanva schickt die schwangere Pflegetochter mit einem Gefolge in die Hauptstadt zum Palast des Königs. Shakuntala nimmt Abschied von allem, was ihr lieb und vertraut ist. Als sie vor dem König erscheint, erkennt dieser sie nicht und behandelt sie wie eine Betrügerin. Bestürzt will sie ihm den Ring zeigen, aber sie hat ihn beim Waschen im Fluss verloren. Gnadenhalber darf sie noch bis zur Entbindung ihres Kindes im königlichen Hof bleiben, doch da wird sie von einer Elfe in die Waldeswildnis entführt.
Bald danach wird ein Fischer verhaftet, der den Ring des Königs zum Verkauf anbot. Er will ihn im Magen eines Fisches gefunden haben. Als der König diesen Ring erblickt, erinnert er sich sofort der Geliebten. Reue und Schmerz ergreifen ihn. Aus der Erinnerung malt er selbst ein Bild der Geliebten, bei dessen Anblick er sich der Verzweiflung hingibt. Da fordert ihn der Gott Indra durch einen Boten auf, ihm im Kampf gegen böse Riesen beizustehen. Der König, der die Schuld gegenüber der geliebten Gattin sühnen will, besiegt die Feinde des Gottes. Zum Lohn darf er den Göttervater Kashyapa besuchen, eine Gnade, die nur wenigen Sterblichen zuteilwird. Dort trifft er den Sohn, den ihm Shakuntala inzwischen geboren hat, einen schönen, tapferen und klugen Knaben, der das Zeichen des künftigen Weltherrschers an sich trägt. Die beiden Gatten begegnen sich als gereifte und geläuterte Menschen wieder. Mit dem Segen Kasyapas kehren sie in das Reich des Königs zurück. Dushyanta ruft zum Schluss ein Loblied auf das Geschick aus: „Auf die Blüte folgt die Frucht, auf die Wolken der Regen. Erst die Ursache und dann die Wirkung.“ Der König bittet Gott Shiva, er möge ihn künftig aus den Fesseln des Seins erlösen.

## Editionsgeschichte
Kalidasa gestaltete sein Versdrama im vierten Jahrhundert nachchristlicher Zeit für die Kastengesellschaft des indischen Theaters. Das Stück wurde das Nationaldrama der Inder. Während der Klassik übertrug es der englische Gelehrte William Jones 1789 erstmals aus dem indischen Sanskrit in die Englische Sprache. Georg Forster übersetzte 1790 die englische Ausgabe in deutsche Prosa. Johann Wolfgang von Goethe rühmte in seinen Altersjahren Kalidasas orientalische Dichtung, die er selbst gern in Deutsch gedichtet hätte; außerdem inspirierte ihn das Stück wohl zu seinem „Vorspiel auf dem Theater“ in Faust. Eine Tragödie. 1867 legte Edmund Lobedanz eine metrisch gedichtete Übersetzung vor, der zwei Distichen von Goethe sowie Auszüge einer Rezension des Stücks von Johann Gottfried Herder vorangestellt sind. 1900 erschien eine „freie Bearbeitung“ von Gustav Schmilinsky.

## Künstlerische Bearbeitungen des Stoffs
- Rolf Lauckner veröffentlichte 1924 eine Nachdichtung
- Camille Claudel schuf eine Skulptur Shakuntala.[4]
- Franz Schubert schrieb 1820 eine unvollendete Oper mit dem Titel Sacontala.[5] Die Oper wurde von Fritz Racek ergänzt und 1971 uraufgeführt. Nach der Wiederentdeckung des vollständigen Librettos 2002 durch Thomas Aigner erstellte Karl Aage Rasmussen eine weitere Rekonstruktion, die 2006 konzertant und 2010 szenisch uraufgeführt wurde.[6] Franco Alfano (der Giacomo Puccinis Oper Turandot vollendete) schrieb eine Oper „Sakuntala“. Karl Goldmark schrieb eine Ouverture „Sakuntala“.